# 日本銀行
日本銀行（にっぽんぎんこう、英: Bank of Japan、英語略称: BOJ）は、日本銀行法に基づき日本の中央銀行として設立された認可法人である。略称は日銀（にちぎん）。
英文表記は意訳されたBank Of Japan 以外に日本語発音を転写したNippon Ginkoと言う綴りも使われる。

## 概要
日本銀行は、日本国政府から独立した法人とされ、国の行政機関ではないものの、その金融政策は行政の範疇に属すると考えられている。物価の長期的な安定はマクロ経済学の観点から重要であるが、政治部門は短期的な手法をとることを選好しがちであるため、長期的な公益確保・政治的中立性の観点から自主性・独立性が認められている。
第二次世界大戦下の1942年に制定された旧日本銀行法では、「国家経済総力ノ適切ナル発揮ヲ図ルタメ国家ノ政策ニ即シ通貨ノ調節、金融ノ調節及ビ信用制度ノ保持育成ニ任ズル」、「専ラ国家目的ノ達成ヲ使命トシテ運営セラシムル」機関とされていた。

## 読み方
日本銀行の慣習では「にっぽんぎんこう」と呼ばれているが、法的に定められているわけではなく、「にほんぎんこう」と読まれる場合もある。
- 国税庁が管理する法人番号に届け出られている商号又は名称のフリガナ欄には「ニッポンギンコウ」とあり[7]、日本銀行券でのローマ字表記もNIPPON GINKOとなっている。
- 辞書や事典ではいずれの読みでも検索できるようになっている場合があり、ブリタニカ国際大百科事典[8]や世界大百科事典[9]では、正式呼称は「にっぽんぎんこう」としつつ、「にほんぎんこう」でも検索できるほか、「にほんぎんこう」から「にっぽんぎんこう」へのリダイレクトが施されている場合が少なくない[10][11]。
- 民間企業のウェブサイトなどでは「にほんぎんこう」という記載もみられる[12]。

## 出資証券
日本銀行は、公的資本と民間資本により存立する。資本金は1億円（100万口）で、そのうち日本政府が55%の約5500万円を出資し、残り45%にあたる約4500万円を日本政府以外の者が出資する。日本銀行法により日本政府の保有割合が55%を下回ってはならないこととなっている。2022年3月末日時点における日本政府以外の出資者の内訳は、個人40.6%、金融機関1.9%、公共団体等0.2％、証券会社0.0%、その他法人2.3%となっている。
株式会社における株主総会にあたる、出資者で構成される機関は存在しないことから、出資者は経営に関与することはできず、役員選任権等の共益権は存在しない。一方で自益権に相当する剰余金の配当は、払込出資金額（1株の額面金額に相当、1口あたり100円）に対して年5%（つまり1口あたり5円）以内に制限されている。もしも日本銀行が解散を決議した場合でも、残余財産のうち払込出資金額を超える分の財産は出資者ではなく国に帰属することになっている（日本銀行法第60条2項）。出資者となる経済的メリットは1口あたり5円以下の配当金が貰えることだけであり、40%ほどを占める個人出資者は短期的な値幅取りを目当てとした投資家と推測されている。日本銀行の財務諸表に剰余金をどのように処分したか記載されているが、1兆円程度の剰余金（純利益）が発生し、500万円を配当し、5%を法定準備金として積み立て、95%が国庫納付金となっている。これらとは別に法人税なども支払っている。
日本銀行の発行する出資証券（株式会社における株式に近い）は、東京証券取引所のJASDAQスタンダード市場に上場していたが、市場再編に伴い、2022年4月4日から市場区分なしとなった。
資本金の出資者には一般の株式会社の株式に相当する出資口数を証した出資証券が発行される。出資証券は東京証券取引所に上場され、株式に準じて取引されているが、証券保管振替制度の取扱銘柄ではなく、そのため日本銀行の出資証券を取り扱っていない証券会社もある。証券コードは8301。売買価格は株式市場における実勢価格であり、額面の払込出資金額（1口あたり100円）とは異なる。
日本銀行の出資証券の東京証券取引所での2018年における年間の売買高は、462,000口（4,620単位）。売買単位は100口。100口券を1口券100枚に分割可能ではある。100口未満（1 - 99口）の買取請求はできない。
日本銀行の出資証券はいわゆる有価証券のペーパーレス化（株券の領域では「株券の電子化」と呼ばれた）がなされておらず、東京証券取引所でなされた売買の決済は（日本証券クリアリング機構での）現物証券の受け渡しによってなされる。日本国内の証券取引所でなされる売買の決済では唯一の現物受け渡しの例である。証券会社では客からの注文が成立した場合、3日以内に日本証券クリアリング機構に現金と必要書類を持ち込んで窓口で現物証券を受け取り、会社に持ち帰るという手間がかかることから、取り扱いを嫌っているという。なお、2023年に社債、株式等の振替に関する法律などの改正が行われたことで出資証券もペーパーレス化が制度上可能となり、日銀でもペーパーレス化の実現へ向けて検討が進められている。

## 日本国債の証券集中保管機関
日本銀行は（2021年現在で唯一の）日本国債に関する証券集中保管機関（CSD）であるという性格も持つ。社債、株式等の振替に関する法律第四十七条による主務大臣の指定により同法上の「振替業（※国債に係るものに限る）を営む者」となっている。

## 沿革

### 明治
- 1871年（明治4年） - 新貨条例（明治4年太政官布告第267号）が制定され、日本円の取り扱いが始まる。
- 1872年（明治5年） - 国立銀行条例（明治5年太政官布告第349号）制定。紙幣の発行を担う。
- 1876年（明治9年） - 国立銀行条例全面改正。国立銀行条例及国立銀行成規（明治9年太政官布告第106号）[30]公布。不換紙幣の発行を認めたことが一因となって、インフレーションが進行。
- 1881年（明治14年） - 三井銀行の為替方を廃止し、大蔵卿松方正義により日本銀行創設へ。
- 1882年（明治15年）
  - 6月27日、日本銀行条例（明治15年太政官布告第32号）[31]公布。10月6日、総裁に吉原重俊、副総裁に富田鐵之助を任命。10月9日、開業免許（資本金1000万円、政府半額出資）。10月10日に営業開始。
  - 10月11日、当所商業手形割引歩合（公定歩合）を2銭8厘とする。11月22日2厘引き下げ。
  - 12月18日、大阪支店開業。
- 1883年（明治16年）
  - 3月14日、公定歩合をさらに2厘引き下げて2銭4厘とする。10月2日2厘、11月29日1厘、12月10日1厘引き下げ。
  - 4月27日、大蔵省は国庫金取扱を命じ、5月6日国庫局を設置、7月1日事務開始。
  - 5月30日、大蔵省は各国立銀行紙幣を消却させるため、その手続として銀行紙幣合同銷却方法を下付。
- 1884年（明治17年）
  - 4月26日、公定歩合をさらに2厘引き下げ、1銭8厘とする。
  - 5月26日、兌換銀行券条例（明治17年太政官布告第18号）[32]制定。7月1日施行。日本銀行を唯一の発券銀行として銀行紙幣を回収。一方、集権的な倉荷証券付手形割引制度を創設。倉庫商品の権利関係に対する同証券の曖昧性を露呈。米穀投機と信用危機を誘発して破綻。
  - 7月3日、公定歩合を2厘引き下げ、2銭とする。7月18日1厘、8月12日1厘、11月19日2厘引き下げ。
- 1885年（明治18年）- 日本銀行兌換銀券発行、銀本位制を確立する。
- 1886年（明治19年）- 3月4日、公定歩合をさらに1厘引き下げ1銭8厘とする。4月9日1厘、5月3日1厘、5月28日1厘、6月22日1.5厘引き下げ。10月14日1.5厘引上げ、1銭5厘とする。10月22日1厘引上げ。
- 1887年（明治20年）- 1月24日、公定歩合を1厘引き下げ、1銭5厘とする。
- 1888年（明治21年）
  - 1月4日、公定歩合を1厘引上げ、1銭6厘とする。
  - 2月21日、副総裁富田鐵之助は総裁に昇任。
  - 3月10日、公定歩合を1厘引き下げ1銭5厘とする。5月11日1厘引上げ1銭6厘とする。6月2日さらに1厘、8月24日1厘、9月29日1.5厘引上げ。
- 1889年（明治22年）
  - 公定歩合を0.5厘引き下げ、1銭8厘とする。2月1日さらに0.5厘、2月19日1厘引き下げ。5月8日1厘引上げ1銭7.5厘とする。6月1日さらに0.5厘、8月19日0.5厘、9月3日0.5厘引上げ。
  - 9月3日、富田鐵之助総裁辞任、後任に川田小一郎任命。
- 1890年（明治23年）
  - 2月26日、日本銀行兌換券制限外500万円発行認可、3月3日発行。米価暴騰による金融梗塞対策で、日本初の制限外発行、発行額に対し5分の税率。
  - 5月17日、日本銀行兌換券の保証準備発行限度を7000万円から8500万円に拡張する旨公布。
  - 5月18日、日本鉄道会社株券など15種の株券を担保とする手形割引の道をひらく（担保付手形割引制度）。
  - 6月14日、公定歩合を2厘引下げ、1銭7厘とする。10月20日公定歩合を1厘引上げ、1銭8厘とする。
- 1891年（明治24年）- 3月2日、公定歩合をさらに2厘引上げ2銭とする。5月6日2厘引下げ、1銭8厘とする。7月21日さらに1厘引下げ。
- 1892年（明治25年）- 11月24日、公定歩合をさらに1厘引下げ1銭6厘とする。
- 1893年（明治26年）
  - 全国2番目の支店として、山口県下関市に西部支店（現日本銀行下関支店）を開設。
  - 3月23日公定歩合をさらに2厘引下げ1銭4厘とする。5月31日1厘引下げ。9月2日2厘引上げ、1銭5厘とする。11月21日2厘引上げ。
- 1894年（明治27年） - 1月22日公定歩合をさらに1厘引上げ1銭8厘とする。2月8日さらに1厘、6月19日1厘、7月26日1厘引上げ、戦争中は据置。
  - 4月1日、京都出張所を開設（1911年6月1日、支店に昇格）。
  - 6月12日、国庫金出納上一時貸借に関する法律公布、政府が国庫余裕金を日銀に預入れ、国庫不足金を日銀から借入れることを認める。
  - 11月14日、政府は日銀に950万円の借上げを令達、以後数度の借上げで戦費を応急調達し、1896年5月返済完了。
  - 12月29日、制限外兌換券を発行、12月末現在419万余円、1895年1月まで発行。
- 1895年（明治28年）
  - 5月31日、制限外兌換券を発行（1896年5月まで）。月末残高最高は7261万円。
  - 7月12日、公定歩合を2厘引下げ、1銭9厘とする、戦後企業勃興の契機となる。
  - 8月19日、大蔵省は日銀に1000万円の増資を許可（布告）、資本金3000万円となる。
- 1896年（明治29年）
  - 日本銀行本店に、日本で初めてのエレベーター（オーチス製）を取り付ける。
  - 5月16日、いわゆる預合勘定をひらき、在外正貨を正貨準備に繰り入れる。9月7日公定歩合を1厘引上げ、2銭とする。
- 1897年（明治30年）
  - 3月1日、名古屋支店を開設。
  - 6月14日、個人取引を公開、個人と銀行とで利率に差を設ける（1899年11月27日差別廃止）。
  - 6月14日、当座貸越利子のみ2厘引上げ、8月11日公定歩合1厘引上げ、2銭1厘とする。10月23日1厘引上げ。
  - 6月14日、担保品付手形割引を廃止し、見返品付手形割引を開始、実質的には前者を存続。
  - 7月27日、制限外兌換券を発行（1899年2月まで発行）、月末残高最高は4731万円。
- 1898年（明治31年）
  - 公定歩合をさらに1厘引上げ、2銭3厘とする。3月14日1厘引上げ。
  - 4月19日、財界の金融逼迫救済のため、政府委託により償金の一部で公債を買入れ、10月10日までに3870万余円、日本銀行による初の市場操作。
  - 10月8日、公定歩合を2厘引下げ、2銭2厘とする。12月7日さらに2厘引下げ。
  - 10月20日、総裁岩崎は公定歩合引下げ時期をめぐり蔵相と対立し辞職。山本、第5代総裁に任命。
- 1899年（明治32年）
  - 2月10日、公定歩合をさらに1厘引下げ、1銭9厘とする。3月11日、4月12日、7月28日それぞれ1厘引下げ。
  - 3月10日、日銀券発行税に関する法律公布。
  - 4月15日、横浜正金銀行へ対清国事業拡張資金として金貨1000万円を年利2分で預入る旨通告。6月、第一銀行に対し韓国産金購入資金として10万円預入。7月7日、横浜正金銀行へロンドン支店為替資金970万円を年利2分で預入。
  - 11月10日、公定歩合を1厘引上げ、1銭7厘とする。11月27日2厘引上げ。12月19日商業手形割引歩合を除き1厘引上げ。12月26日制限外兌換券を発行、一時的中断をふくみつつ1902年2月まで発行、月末残高最高は4122万余円。
- 1900年（明治33年）
  - 3月20日、公定歩合をさらに2厘引上げ2銭1厘とする。4月18日2厘、7月18日1厘それぞれ引上げ。
  - 4月24日、公定歩合引上げの影響で東京株式相場暴落。
- 1901年（明治34年）10月24日、北清事変の軍費支弁のため、政府へ12月までに11回にわたり1500万円を貸上げ、1903年3月までに返済完了。
- 1902年（明治35年） - 3月19日公定歩合を2厘引下げ、2銭2厘とする。6月27日2厘、10月3日2厘、12月9日1厘それぞれ引下げ。7月卸売物価指数を発表、1900年10月基準
- 1903年（明治36年） - 3月18日公定歩合をさらに1厘引下げ、1銭6厘とする。12月29日軍備補充費を政府へ貸上、1904年3月29日までに計4100万円、1904年7月26日返済完了。
- 1904年（明治37年） - 2月11日制限外兌換券発行、一時的な中断をふくみつつ1909年2月まで発行、月末残高の最高は8824万円。4月21日臨時事件費として政府へ1904年3月までに計2億3900万円を貸上、1905年4月25日以降同じく7800万円、1906年2月27日以降同じく5500万円をそれぞれ貸上、1906年10月15日返済完了。7月2日公定歩合を2厘引上げ、1銭8厘とする。12月19日さらに2厘引上げ。
- 1905年（明治38年） - 日露戦争中であるこの年12月4日から翌年4月2日にかけて、しめて1160万ポンドをイングランド銀行へ貸し付けた[33]。この後も貸付は続き、1907年まで毎回50万ポンド単位で行われていた。巨額の外債を発行する傍らでこのような貸付が行われた事実は、1907年恐慌の兆候がいかに早く、また現金輸送が当時においていかに困難だったかを示唆する。
  - 6月16日、公定歩合をさらに2厘引上げ2銭2厘とする。
- 1906年（明治39年） - 3月13日公定歩合を2厘引下げ2銭とする。5月1日2厘引下げ。7月1日本支店における貸出利率を一律にし、国債抵当・保証を除く貸付・割引利率につき最高最低利子率を設定する。
- 1907年（明治40年） - 10月24日、横浜正金銀行に対する低利（年2分）外国為替再割引限度を、1000万円から1500万円に拡張。12月4日公定歩合を2厘引上げ、2銭とする
- 1909年（明治42年）
  - 3月15日、金沢出張所を開設（1911年6月1日、支店に昇格）。
  - 5月4日、公定歩合を2厘引下げ、1銭8厘とする。8月2厘引下げ。
- 1910年（明治43年） - 1月11日、公定歩合をさらに2厘引下げ、1銭4厘とする。3月7日1厘引下げ。2月22日大蔵省は日銀の3000万円増資を許可する（告示）、6000万円となる。12月21日制限外兌換券発行、一時的な中断をふくみつつ1915年1月まで発行、月末残高最高8424万余円。
- 1911年（明治44年） - 7月1日、横浜正金銀行に対する外国為替手形再割引制度を、外国為替手形引当の外国為替貸付金制度に改める。9月27日公定歩合を2厘引上げ、1銭5厘とする。
- 1912年（明治45年） - 公定歩合をさらに1厘引上げ、1銭6厘とする。10月2日1厘、11月14日1厘それぞれ引上げ。

### 大正
- 1913年（大正2年） - 1月6日、蔵相は日銀兌換券制限外発行税率を1分引上げ、年6分とする。
- 1914年（大正3年）
  - 7月1日、新潟支店・松本支店を設置。
  - 7月6日、公定歩合をさらに2厘引上げ、2銭とする。7月31日政府との間で、日銀所有正貨および横浜正金銀行などから買入れるべき正貨を政府に売却することを協定。11月1日台湾銀行に対し南方為替資金を預け金として預入れ、1915年11月ロンドン・ニューヨーク向け為替資金をふくめ2000万円までを預入れ。
- 1915年（大正4年） - 1月18日見返担保品の範囲を拡張し、東京市債・勧銀債券・興銀債券を加える。
- 1916年（大正5年） - 4月17日公定歩合を2厘引下げ、1銭8厘とする。7月5日さらに2厘引下げ。12月15日金融界の安定をはかるため進んで低率の貸出を行う旨発表。
- 1917年（大正6年）
  - 3月16日、公定歩合をさらに2厘引下げ、1銭4厘とする。
  - 8月1日、熊本支店・秋田支店を設置。
  - 11月16日、見返品の範囲を拡張し、品目指定をやめ、一定基準に合致する有価証券は見返担保品として認めることとする。
- 1918年（大正7年）
  - 3月1日、松江支店を設置。
  - 9月16日、公定歩合を2厘引上げ、1銭6厘とする。11月25日2厘引上げ。
- 1919年（大正8年） - 6月、銀行引受手形の再割引を行うことを決定（貿易金融の改善・割引市場の発達促進・日銀券増発防止のため）。8月1日、スタンプ手形制度実施（輸出金融円滑化のため、横浜正金銀行が売出すスタンプ押捺為替手形の再割引を優遇。のちに台湾銀行・住友銀行にも実施）。10月6日公定歩合をさらに2厘引上げ、2銭とする。11月19日さらに2厘引上げ、1905年6月以来の最高となる。11月22日、東西組合銀行と投機抑制について懇談。12月3日、さらに組合銀行以外の銀行とも懇談。
- 1920年（大正9年） - 4月12日、株式市場救済のため月末受渡資金の融資を表明。4月15日、銀行シンジケート経由の整理資金供給方式を決定。4月20日、製糖会社に救済資金融資決定、引き続き製鉄業・産銅業・絹織物業・製糸業・毛織物業などに特別融資決定。
- 1922年（大正11年） - 8月19日、在外正貨を正貨準備に繰入れることを禁止し、従来充当分も8月末日限り解除と決定。12月15日、東京・大阪のシンジケート銀行と会合、金融界動揺の善後策を協議し、救済援助を声明、12月中の日銀救済融資は2億2000万円。
- 1923年（大正12年） - 関東大震災発生により、9月27日、日銀震災手形割引損失補償令公布（緊急勅令）。補償限度1億円、日銀の震災手形割引高は1924年3月末までで4億3081万円。9月29日、副総裁は担保貸出の拡張など資金融通の方針を発表。
- 1925年（大正14年） - 4月15日公定歩合を2厘引下げ、2銭とする。5月、兌換券発行高・一般貸出高、震災以来の最低を記録。

### 昭和（戦前・戦中）
- 1926年（昭和元年）- 10月4日、公定歩合をさらに2厘引下げ1銭8厘とする。11月12日、帝国蚕糸倉庫に、横浜正金銀行経由で生糸救済資金220万円を融資。11月20日政府・日銀は、鈴木商店・日本製粉の救済のため資金援助措置を決定、台湾銀行から両社に800万円ずつ融資。
- 1927年（昭和2年）
  - 3月9日、公定歩合を2厘引下げ1銭6厘とする。10月10日、さらに1厘引下げ。
  - 3月21日、市中銀行に対し非常貸出しを実施、3月23日までに6億円を突破。4月18日総裁は財界動揺防止に関し声明を発表。4月24日総裁は取引先以外の銀行へも援助を与える旨声明、4月25日までの対市中銀行貸出残高20億円を突破。
  - 5月9日、日本銀行特別融通および損失補償法、台湾に金融機関に対する資金融通に関する法律それぞれ公布、2法による日銀貸出高8億7943億円。
- 1928年（昭和3年）
  - 5月8日、日銀特別融資打切り、特別融通法によるものは6億8793億円、金融市場は超緩和。
  - 5月15日、総裁井上は全国手形交換所大会で特別融資の結果日銀が金融統制力を喪失した状況下では金解禁は尚早と発言。
- 1930年（昭和5年）- 10月7日、公定歩合を1厘引下げ1銭4厘とする。
- 1931年（昭和6年）
  - 金輸出再禁止に伴い管理通貨制度を確立した。
  - 10月6日、公定歩合を2厘引上げ1銭6厘とする。11月5日、蔵相は日銀の制限外発行税率を6分に決定。
- 1932年（昭和7年）- 3月12日、公定歩合を2厘引下げ1銭6厘とする。6月8日2厘、8月18日2厘引下げ。3月12日、蔵相は日銀の制限外発行税率を5分に決定。6月18日兌換銀行券条例改正、保証発行限度の拡張、限外発行税最低率の引下げなど。
  - 6月18日、日銀納付金法・日銀参与会法それぞれ公布。
  - 11月25日、新規国債2億円（4％利半国庫債券）の直接引受。12月24日から売りオペ[34]。12月24日、所有国債の対市中売却操作を初実施。
- 1933年（昭和8年）- 7月3日、公定歩合を2厘引下げ、1銭とする。
- 1934年（昭和9年）- 4月7日、日本銀行金買入法公布、政府の産金時価買入策の拡大。
- 1936年（昭和11年）- 4月7日、公定歩合を1厘引下げ9厘とする。12月28日蔵相は日銀券制限外発行税率を年3分に決定。
- 1937年（昭和12年）- 7月15日、公定歩合を引下げ、国債担保貸付利子歩合を1厘引下げて9厘とし、商業手形割引歩合は据置。
- 1938年（昭和13年）- 7月23日、外国為替基金を設定。
- 1940年（昭和15年）- 8月7日、満洲中央銀行に対する1億円の借款供与契約成立。
- 1942年（昭和17年）
  - 2月24日、日本銀行法（昭和17年法律第67号、以下「旧法」）[35]公布、管理通貨制度の法的確立。
  - 5月1日、旧法に基づく法人に改組。日本銀行条例・兌換銀行条例の廃止。
  - 6月18日、タイ大蔵省と2億円の借款供与に関する協定に調印。
  - 7月28日、中央儲備銀行に対する1億円の借款供与契約調印。11月18日、政府保証軍需手形再割引とそれを担保とする貸付に優遇措置実施。
- 1944年（昭和19年）- 4月4日貸出利率調整制度実施、従来の高率適用手続は廃止。

### 昭和（戦後）
- 1945年（昭和20年）- 12月27日、インドシナ銀行東京支店の業務・財産の管理人となる（以後、同様措置の対象先は拡大した）。
- 1946年（昭和21年）- 2月、ハイパーインフレーションの懸念から、新円切替と一昨年に続く預金封鎖が実施された。
- 1946年（昭和21年）
  - 3月12日、日銀券（新円）発行残高152億円、1945年8月15日以降最低、金融緊急措置実施の結果。
  - 7月17日、日本興業銀行の復興資金融通手形を担保。
  - 7月22日、連合国総司令部が米系銀行の在日支店の再開を許可。7月31日、外貨債処理法による政府債務承継まで保管されていた利払い資金がGHQから日銀へ移管される。同日、ニューヨーク・ナショナル・シティー銀行、香港上海銀行、チャータード銀行、オランダ系銀行2行の以上5行がもつ国内支店について、戦時中の敵産管理法により横浜正金銀行がもっていた管理権を日銀が継承した[36]。
  - 9月16日、日銀券発行残高618億3700万円、旧円の最高額を突破。10月14日公定歩合を1厘引上げ1銭とする。
- 1947年（昭和22年）
  - 3月15日、農地証券の交付および元利金支払に関する特別取扱に関する件公布施行。
  - 4月1日日銀法改正公布、日銀券発行限度の決定方法の変更、5月3日施行。
- 1948年（昭和23年）
  - 4月26日、公定歩合を2厘引上げ1銭2厘とする。7月5日、さらに2厘引上げ。
  - 12月20日 - 閉鎖機関処理部廃止。
- 1949年（昭和24年）
  - 5月30日、東証一部に上場。同年6月には大証一部、名証一部にも上場。
  - 6月1日、社債消化促進のため市中銀行に社債買入額を限度とする復興金融金庫債の償還を認める、貸出政策と公開市場政策併用の初め。
  - 6月3日、日銀法改正公布、政策委員会の新設、6月17日同委員会発足。
  - 11月1日、外国為替管理委員会から外国為替資金に関する計算登記および報告事務を引き継いだ。また、3年前から置いていた山口事務所を大晦日に廃止。
- 1950年（昭和25年）- 6月7日、外資委員会の事務の取扱いに関する政令を公布、翌日施行。
- 1951年（昭和26年）- 10月1日、公定歩合を2厘引上げ1銭6厘とする。
- 1952年（昭和27年）- 6月16日、国際通貨基金へ出資する金塊15トンを政府へ売却。
- 1953年（昭和28年）
  - 7月15日、金管理法[注釈 2]。
  - 10月8日、世界銀行債200万ドルを買い入れ。
  - 12月18日、連邦準備制度に口座開設。
- 1954年（昭和29年） - 1月16日、輸入金融抑制措置を実施、貸付金利1厘引上げなど。3月10日、優遇措置全廃など再度の引締強化を実施。7月22日、輸出金融優遇措置を実施、輸出手形貸付金利引下げなど。8月16日、輸出金融引締措置を実施、輸入決済手形貸付金利引上げなど。
- 1955年（昭和30年）4月15日、イングランド銀行に口座開設。8月10日、公定歩合を4厘引上げ2銭とする。11月8日、市中金融機関に対し年内買戻条件付で売オペレーションを実施。
- 1956年（昭和31年）- 年末現在、日銀券発行残高8632億円。
- 1957年（昭和32年）- 3月20日、公定歩合を1厘引上げ2銭1厘とする。5月8日、さらに2厘引上げ。
- 1958年（昭和33年）- 11月28日、政策委員会は農業手形制度の本年度限り廃止を決定、四国・中国・九州は1959年1月31日に廃止。
- 1959年（昭和34年）
  - 2月19日、公定歩合を1厘引下げ1銭9厘とする。12月2日、公定歩合を1厘引上げ2銭とする。
  - 9月11日 - 普通銀・長信・外為銀行を対象に準備預金制度はじまる[注釈 3]。
- 1960年（昭和35年）
  - 5月、東証、大証、名証から上場廃止。
  - 8月24日、公定歩合を1厘引下げ1銭9厘とする。
- 1961年（昭和36年）
  - 1月26日、公定歩合を1厘引上げ1銭8厘とする、低金利政策の展開。
  - 7月22日、公定歩合を1厘引上げ1銭9厘とする（7月21日東証ダウ株価45円72銭安と下落）。9月29日さらに1厘引上げ。
  - 11月24日、外債2億USドルを外貨準備補強策として発行した。
- 1962年（昭和37年）
  - 10月1日、世銀債500万ドルを引受け（1964年同月同日にも同額引受け）。
  - 10月27日、公定歩合を1厘引下げ1銭9厘とする。高率適用制度を緩和。11月1日、預金準備率も引下げ、3本立で金融引締め緩和。11月27日、公定歩合をさらに1厘引下げ。
- 1963年（昭和38年）
  - 2月店頭登録（現ジャスダック市場に公開）。
  - 3月20日、公定歩合を1厘引下げ1銭7厘とする。4月20日さらに1厘引下げ、輸出手形は1銭1厘に据置。
  - 10月31日、ニューヨーク連邦準備銀行と貸付予約方式で1億5000万ドル双務通貨協定調印、いわゆるスワップ協定。
- 1964年（昭和39年）
  - 3月18日、公定歩合を2厘引上げ、1銭8厘とする。
  - 11月25日、主要11中銀・国際決済銀行・合衆国輸出入銀行との間に30億ドルのクレジット設定。
  - 9月4日、政策委員会は日本証券金融を通ずる債券担保の特別融資を決定、株価安定のため。9月17日大蔵省は日本共同証券資金の拡大などを決定、日銀も同調。9月22日、蔵相田中は証券市場に財界の協力を要請。
  - 12月4日、日本共同証券に400億円の特別融資、実質金利1銭5厘。翌年1月19日、日本証券保有組合にも特融決定。
- 1965年（昭和40年）
  - 1月9日、公定歩合を1厘引下げ、1銭7厘とする。4月3日1厘、6月26日1厘引下げ。
  - 5月28日深夜、蔵相田中は記者会見で証券緊急対策として山一証券に無制限・無期限の日銀特別融資発表、日銀法第25条適用、1956年以来の異例措置、いわゆる山一証券事件。5月29日発動。
  - 6月7日、山一証券に対する日銀特融第1回融資45億円。6月28日まで6回累計234億円。
  - 6月18日、証券14社に約600億円の救済融資決定、投資信託解約激増のため。日本証券金融に600億円までの公社債担保貸付を決定。
  - 6月25日、市中銀行に対する貸出増加額規制の廃止を決定。
  - 7月16日、預金準備率引下げ、景気刺激策。
- 1967年（昭和42年）
  - 2月2日国債653億円を買入れ、初の国債オペレーション。
  - 12月1日、米側の申入れにより米ニューヨーク連邦準備銀行とのスワップ協定限度額を4.5億ドルから7.5億ドルに増額。
- 1968年（昭和43年）3月18日 - 連邦準備制度とのスワップ取引額上限が10億ドルに増加（1973年7月10日には倍の20億ドル、1978年11月1日には50億ドルに達した）。
- 1971年（昭和46年）6月1日 - 外国為替資金特別会計の外国為替銀行に対する外貨預託による輸入関係資金の供給を日本銀行の輸入資金貸付により行うようになる。
- 1973年（昭和48年）4月9日 - 全国銀行データ通信システム稼動。
- 1982年（昭和57年）10月8日 - 金融研究局を日本銀行金融研究所に改組。
- 1985年（昭和60年）1月25日 - シティバンク他2行と国債元利支払取扱店契約を締結。
- 1988年（昭和63年）8月15日 - 本支店間で日本銀行金融ネットワークシステム稼動。1990年5月28日、この日銀ネットによる国債関係事務の対外オンライン処理を開始。さらに同年12月11日、長期国債の募集・引受・発行事務がオンライン化。1992年5月26日に払込みオンライン化。1994年4月11日、国債資金同時受渡（国債DVP）システム稼動。

### 平成・令和
- 1992年（平成4年）4月1日 - 歳入等光学文字認識システムの処理対象官庁を拡大。
- 1994年（平成6年）11月4日 - 東京証券取引所と当座預金取引を開始。
- 1997年（平成9年）
  - 6月18日 - 旧法の全部を改正する日本銀行法（平成9年法律89号）[37]公布。翌年4月1日に施行。
  - 11月 - 日銀出身者が社長を務める德陽シティ銀行が破綻。
- 2001年（平成13年）1月4日 - 当座預金決済および国債決済を即時グロス決済化。同年、量的金融緩和政策。
- 2002年（平成14年） - ペイオフ解禁。金融機関保有株式の買入れ[38][39]。
- 2003年（平成15年） - 自己資本比率8％割れ。史上2度目の赤字決算となる。
- 2013年（平成25年） - 9月に提出された野村証券とユーロクリアの主張を踏まえ[40]、10月にクリアストリームやゴールドマン・サックス、JPモルガン・チェース、バークレイズ、シティバンク、および国内のメガバンクと、日本国債の流動化を協議[41]。協議は同年8月9日の初回から2016年3月18日時点で第14回を数える[42]。3月18日は協議の新規メンバーを公募することまで決定されており、今後の動向が注目される。
- 2016年（平成28年）3月17日、18日 - 「決済システムフォーラム」を開催。ブロックチェーンの可能性について説明と議論が行われた。参加者にはNTTデータ、国際銀行間通信協会、経済産業省、IBM、農林中央金庫、野村総合研究所、ユーロクリア、国内のメガバンク、さらに翌月立ち上がったブロックチェーン推進協会や日本ブロックチェーン協会のメンバーもいくつか含む[43][44][45]。
- 2017年（平成29年）9月6日 - 欧州中央銀行と共同調査している分散型台帳技術を適用した資金決済システム（原題：Project Stella）に関する共同調査報告を発表した[46]。

## 役割
1998年（平成10年）の日本銀行法全面改正により、日本銀行の目的として「物価の安定」と「金融システムの安定」の2つが明確に示された。これにより日本銀行は、政府（主として旧大蔵省の他、事実上は旧通産省）からは独立して運営されることとされ、戦前の国家総動員・戦時立法色は払拭された。そのように位置付けられる際には、行政権を内閣に与えた日本国憲法第65条との関係で、日本銀行への関与と統制の問題が論じられた。当時の内閣法制局の阪田雅裕内は、一般的行政控除説に立ち、形式的人事権だけでなく予算統制が内閣に与えられないと合憲といいがたいとした。(2)従来の政府見解は、限定的行政控除説に立ち、日銀を独立行政委員会と同様に考える立場をとり、日銀の研究会(塩野宏座長)の見解もこの方向であった。(3) 佐藤幸治は、金融政策は内閣の行政に属さず、高度の立法裁量が認められるとし、国会の統制を受けるかぎり合憲であるとする説を唱えた。(4)江藤憲治郎は、そもそも中央銀行業務は国民への強制力がないため行政に該当せず、国家は銀行券に強制通用力を賦与するに過ぎないとした。いずれにしても、円 (通貨)を基礎とした国民経済の発展に資する機関として、経営政策全般の透明化が求められるようになった。
金融政策上の固有の役割とは別に、政府とは国債の取引を通じての関係もある。日銀が保有する長期国債の買戻し条件付売却、政府短期証券の引受、償還期限の到来した国債等の借換のための引受である。本来、借換は累積債務を減らすために行うものであるが（預金供託金庫を参照）、実態として借換が債務を増加させている。
第二次安倍内閣以降は、ETF購入を通じ、東証株価指数の維持に大きく関与した。

### 機能
- 発券銀行として日本銀行券の発行および管理を行う。
- 政策金利（旧・公定歩合）操作、公開市場操作、支払準備率操作等の手法により金融政策を実施し、通貨流通量を調整することで物価と国民経済を安定させる。
- 日本銀行の当座預金を使って銀行などの金融機関同士の取引の決済を行う。つまり銀行の為の銀行である。そのため、個人（自然人、法人（一般企業など））が口座を持つことは出来ない。
- 国庫金の出納を行う政府の銀行である。
- 内国為替業務による円滑な資金決済や、日銀特融などの制度担保（「最後の貸し手」）により金融秩序の安定を図る「銀行の銀行」としての役割を果たす（預金や融資の取引の相手方は、日本銀行法の定めに基づき指定された金融機関等に限られる）。
- 各国中央銀行や公的機関との間の国際関係業務（外国為替市場への介入を含む）を行う。
- 金融経済情報の収集および研究を行う。
- 経済統計の作成および公表を行う。
  - 全国企業短期経済観測調査（日銀短観）
  - 企業物価指数、企業向けサービス価格指数
  - マネーストック統計（旧マネーサプライ統計）
  - 資金循環統計
  - 国際収支統計（統計作成は日銀、統計公表は財務省）
  - 貸出約定平均金利
  - 預金店頭表示金利
  - 日本銀行国際商品指数
  - 実質輸出入
  - 外国為替相場状況
  - 実質実効為替レート

### 通常業務
1. 商業手形その他の手形の割引。
2. 手形、国債その他の有価証券を担保とする貸付け。
3. 商業手形その他の手形（日本銀行の振出しに係るものを含む）または国債その他の債券の売買。
4. 金銭を担保とする国債その他の債券の貸借。
5. 預金契約に基づいて行う預金の受入れ。
6. 内国為替取引。
7. 有価証券その他の財産権に係る証券又は証書の保護預り。
8. 地金銀の売買その他前各号の業務に付随する業務。

### 政策決定
政策委員会の設置
日本銀行には政策委員会が置かれている（日本銀行法14条）。この政策委員会は日本銀行の最高意思決定機関であり、その権限は多岐にわたるが、通貨および金融の調節に関する事項（金融調節）の方針決定、その他の業務の方針の決定、役員（監事及び参与を除く）の職務の執行の監督を主な任務としている。
政策委員会の組織
政策委員会は9人の委員（総裁・2人の副総裁と6人の審議委員）からなる（日本銀行法16条1項・2項）。政策委員会の長は議長であり委員の互選によって選ばれる（日本銀行法16条3項）。また、あらかじめ議長の職務代理者も定められる（日本銀行法16条5項）。
2025年7月現在の委員は、総裁植田和男、副総裁内田眞一・氷見野良三、審議委員中村豊明・野口旭・中川順子・高田創・田村直樹・小枝淳子である。

政策委員会の議事
委員会の会議の開催と議決には、議長が出席し、かつ、現に在任する委員の総数の3分の2以上の出席を要する（日本銀行法18条1項）。
委員会の議事は出席した委員の過半数で決し、可否同数であれば議長が決する（日本銀行法18条2項）。
政策委員会には、政府から財務大臣と経済財政政策担当大臣（またはその指名する財務省と内閣府の職員）が適宜出席する。この政府からの出席者は、意見を述べることができ、また、金融調節事項に関する議案を提出し、その議決の延期を求める事ができる。ただし、これらの者に議決権はなく、延期の求めも委員の議決によってその採否が決められる。

## 量的金融緩和政策

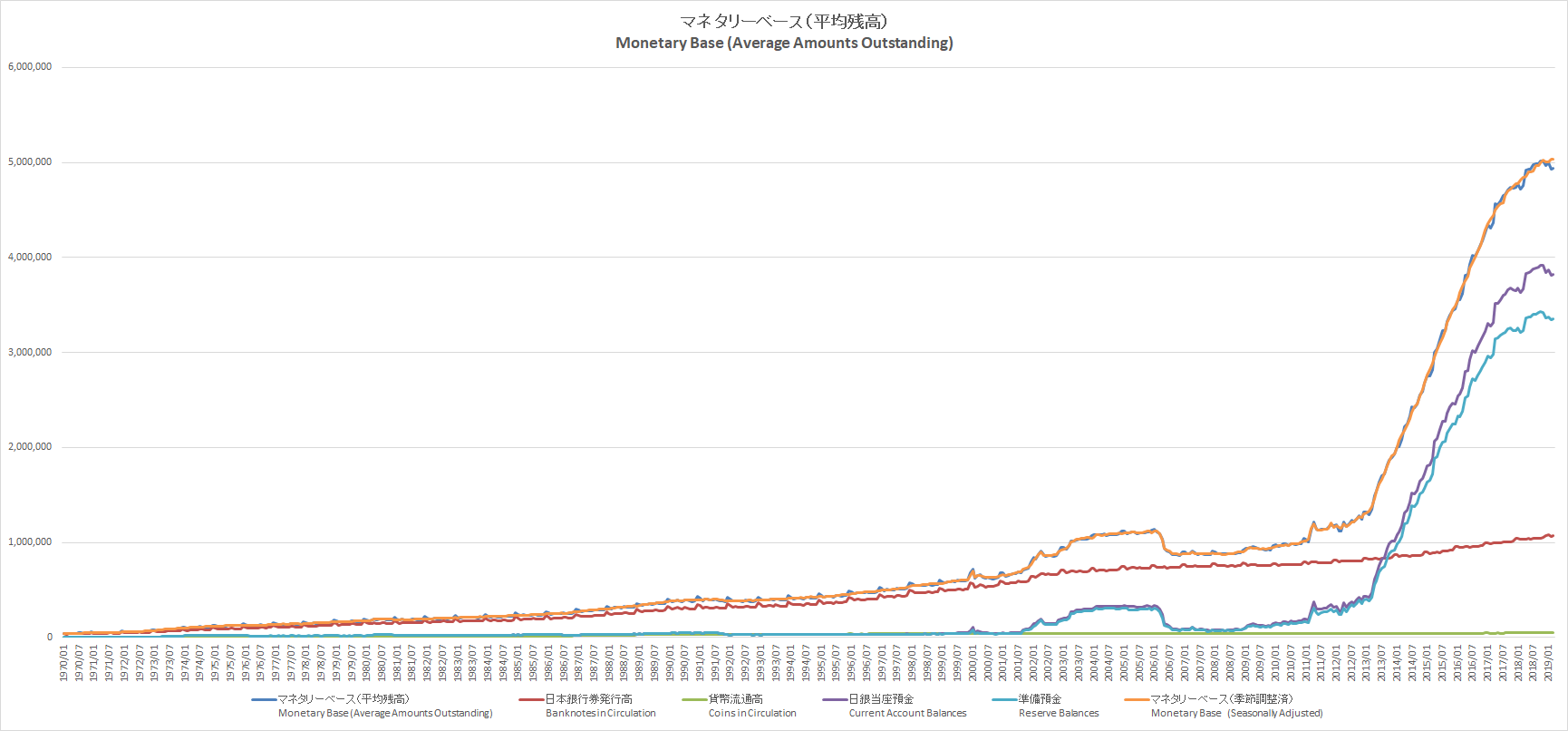
日銀のマネタリーベースの推移。1990年より。縦軸の単位は兆円。

量的金融緩和政策は、日本銀行や世界の中央銀行の多くが持つ金融調節機能の一つであるが、近年、国際的に多大な注目を集めている。
長年、日本銀行を批判してきた黒田東彦総裁は、15年にわたる日本のデフレーションの「責務は日銀にある」と明言しており、2013年4月、年2%のインフレーションの目標を2年程度で実現するために、日本銀行が供給するマネタリーベースを2年間で2倍にするなど大胆な量的金融緩和に踏み切った。実際の推移は右のグラフ参照。黒田総裁の就任後からマネタリーベースが急増している。
日本銀行の量的金融緩和は黒田総裁以前にも、金融政策決定会合の審議委員であった中原伸之によって提案され、2001年3月から実施された。実際の推移は右のグラフ参照。この時の量的金融緩和について、アメリカ合衆国のベン・バーナンキFRB議長は「不十分で中途半端である」と評し、当人はアメリカのマネタリーベースを約5倍にする大規模な緩和を実施した（ベン・バーナンキの記事を参照）。イングランド銀行のマーク・カーニー総裁は、日本が過去に早すぎる量的金融緩和の緩和解除を行ったとし、その誤りをイギリスが繰り返さないことが重要だと指摘している。この緩和解除については右のグラフの2006年の間の変化に現れている。
さらに古くは、量的金融緩和政策は蔵相や日本銀行総裁を務めた高橋是清が、昭和恐慌や世界恐慌により、混乱する日本の経済をデフレーションから世界最速で脱出させた事例にも遡ることができる（高橋是清の記事を参照）。

## 日本銀行券及び貨幣の取り扱い

### 日本銀行券の発行
日本銀行は、日本で唯一銀行券を発行する発券銀行である。
日本銀行券（紙幣）は、国立印刷局によって製造され、日本銀行が製造費用を支払って引き取る。日本銀行の取引先金融機関が日本銀行に保有している当座預金を引き出し、銀行券を受け取ることによって、市中に流通する。この時点で日本銀行券が発行されたことになる。

### 貨幣の市中への流通
貨幣（硬貨）は、日本銀行ではなく政府が発行している。貨幣は、独立行政法人造幣局が製造した後、日本銀行へ交付されるが、この時点で貨幣が発行されたことになる。
貨幣も日本銀行券と同様に、日本銀行の取引先金融機関が日本銀行に保有している当座預金を引き出すことによって市中に流通する。

### 日本銀行に戻った日本銀行券及び貨幣について
日本銀行に戻った（還収・還流）日本銀行券及び貨幣は、鑑査といって、厳重な真偽鑑定や、損傷や汚染の度合いから再度の流通に適するかどうかの判別をしている。真券・真貨で現在発行中の券種・貨種であり、かつ再度の流通に適していると判断された日本銀行券及び貨幣は、再び金融機関を通じて市中に流通する。
一方、流通に適さないほど損傷や汚染などの激しい日本銀行券（損券。このうちテープ等が貼られているなど損傷などの度合いが特にひどいものは日銀用語で「赤丸券」と呼ばれる）や、極端に摩耗・変形・変色した貨幣（損貨）、及び旧券・旧貨・記念貨は、次のように処理される。
- 日本銀行券の場合 - 復元不能な大きさに裁断された上で廃棄処分される。この日本銀行券の裁断屑の多くは焼却処分されているが、一部は製紙会社に渡されて、住宅用外壁材、固形燃料、トイレットペーパー、貯金箱、靴・スリッパの中敷きや書類箱、写真立て、バインダー、ファイルなどの日用雑貨・事務用品などにリサイクルされているものもある。
- 貨幣の場合 - 再使用不可能な流通不便貨という扱いで回収され、一定量がたまると製造元の造幣局に戻され、そこで素材別に鋳潰して、再び貨幣の材料となる。

また、日本銀行では、本支店の窓口において、損傷した日本銀行券及び貨幣（旧券・旧貨・記念貨も含む）の引換えを行っている。詳細は日本銀行券#損傷時の交換及び日本の硬貨#損傷時の交換を参照のこと。

## 構成

### 役員
日本銀行には役員として、総裁（1人）、副総裁（2人）、監事（3人以内）、理事（6人以内）、参与（若干名）、審議委員（6人）が置かれる。審議委員とそれ以外の役員とで日本銀行法での規定に差異があるため、辞令上の正式表記では審議委員のみ「日本銀行政策委員会審議委員」のように「政策委員会」が冠される（その他の役員は「日本銀行総裁」のように表記）。
総裁、副総裁、審議委員は、衆参両議院の同意を得て内閣が任命する（いわゆる国会同意人事の一つ）。監事は内閣が任命する。理事、参与は政策委員会の推薦に基づいて財務大臣が任命する。
総裁、副総裁、審議委員の任期は5年、監事、理事の任期は4年、参与の任期は2年である。
理事を除く役員は、法に列挙された事由に該当する場合（破産手続開始の決定を受けた時、禁錮以上の刑に処せられた時など）を除き、在任中、その意に反して解任されることがない。
- 総裁：日本銀行を代表し、政策委員会の定めるところに従い、日本銀行の業務を総理する。
- 副総裁：総裁の定めるところにより、日本銀行を代表し、総裁を補佐して日本銀行の業務を掌理し、総裁に事故がある時はその職務を代理し、総裁が欠員の時はその職務を行う。
- 監事：日本銀行の業務を監査する。監査の結果に基づき必要があると認める時は、財務大臣、内閣総理大臣又は政策委員会に意見を提出することができる。
- 理事：総裁の定めるところにより、総裁および副総裁を補佐して日本銀行の業務を掌理し、総裁及び副総裁に事故がある時は総裁の職務を代理し、総裁及び副総裁が欠員の時は総裁の職務を行う。
- 参与：日本銀行の業務運営に関する重要事項について、政策委員会の諮問に応じ、または必要があると認める時は、委員会に意見を述べることができる。民間から、金融界を中心とする財界人と学者が充てられる。
- 審議委員：経済又は金融に関して高い識見を有する者等の中から、衆参両議院の同意を得て、内閣に任命され、総裁、副総裁とともに政策委員会を構成する。

日本銀行の職員数は2008年3月末現在4,853人。職員は総裁が任命し「みなし公務員」とされる。

### 歴代日本銀行総裁
- 退任日に付した（満）は任期満了、（願）は依願退任、（亡）は在職中死亡、（不）は退任理由不詳を表す。
- 依願退任の場合は、前任者の退任日と後任者の就任日が重複する場合がある。
- 旧日本銀行法に基づく辞令は「日本銀行総裁を命ずる」（またはその文語体）、1998年4月1日施行の現日本銀行法に基づく辞令は「日本銀行総裁に任命する」となっている。

| 代 | 氏名                                  | 氏名               | 在職期間                              | 出身地   | 出身校                              | 前職・備考など                                                                           |
| -- | ------------------------------------- | ------------------ | ------------------------------------- | -------- | ----------------------------------- | ---------------------------------------------------------------------------------------- |
| 1  |                                       | 吉原重俊           | 1882年10月6日 - 1887年12月19日（亡）  | 鹿児島県 | イェール大学                        | 大蔵少輔（次官）                                                                         |
| 2  |                                       | 富田鐵之助         | 1888年2月22日 - 1889年9月3日（不）    | 宮城県   | ニューアーク商業学校                | 大蔵大書記官                                                                             |
| 3  |                                       | 川田小一郎         | 1889年9月3日 - 1896年11月7日（亡）    | 高知県   | 土佐藩                              | 三菱事務総監                                                                             |
| 4  |                                       | 岩崎彌之助         | 1896年11月11日 - 1898年10月20日（願） | 高知県   | 致道館 成達書院                     | 三菱財閥総帥                                                                             |
| 5  |                                       | 山本達雄           | 1898年10月20日 - 1903年10月19日（満） | 大分県   | 慶應義塾 三菱商業学校               | 郵便汽船三菱会社（現日本郵船）                                                           |
| 6  |                                       | 松尾臣善           | 1903年10月20日 - 1911年6月1日（願）   | 兵庫県   | 宇和島藩                            | 大蔵省主計局長、大蔵省理財局長                                                           |
| 7  |                                       | 高橋是清           | 1911年6月1日 - 1913年2月20日（不）    | 東京都   | ヘボン塾                            | 特許局初代長官 第20代内閣総理大臣                                                        |
| 8  |                                       | 三島彌太郎         | 1913年2月28日 - 1919年3月7日（亡）    | 鹿児島県 | 駒場農学校 マサチューセッツ農科大学 | 横浜正金銀行頭取                                                                         |
| 9  |                                       | 井上準之助 (1期目) | 1919年3月13日 - 1923年9月2日（不）    | 大分県   | 東京帝国大学                        | 日本銀行はえぬき第1号、横浜正金銀行頭取                                                  |
| 10 |                                       | 市来乙彦           | 1923年9月5日 - 1927年5月9日（不）     | 鹿児島県 | 東京帝国大学                        | 大蔵次官、大蔵大臣                                                                       |
| 11 |                                       | 井上準之助 (2期目) | 1927年5月10日 - 1928年6月12日（不）   | 大分県   | 前掲                                | 貴族院議員、東洋文庫初代理事長                                                           |
| 12 |                                       | 土方久徴           | 1928年6月12日 - 1935年6月4日（不）    | 三重県   | 東京帝国大学                        | 日本銀行、日本興業銀行総裁                                                               |
| 13 |                                       | 深井英五           | 1935年6月4日 - 1937年2月9日（不）     | 群馬県   | 同志社英学校                        | 國民新聞社外報部長、松方正義蔵相秘書官                                                   |
| 14 |                                       | 池田成彬           | 1937年2月9日 - 1937年7月27日（不）    | 山形県   | 慶應義塾大学                        | 三井銀行筆頭常務取締役、三井合名会社筆頭常務理事                                         |
| 15 |                                       | 結城豊太郎         | 1937年7月27日 - 1944年3月18日（不）   | 山形県   | 東京帝国大学                        | 日本銀行、日本興業銀行総裁、商工組合中央金庫初代理事長                                   |
| 16 |                                       | 渋沢敬三           | 1944年3月18日 - 1945年10月9日（不）   | 東京都   | 東京帝国大学                        | 第一銀行副頭取                                                                           |
| 17 |                                       | 新木榮吉 (1期目)   | 1945年10月9日 - 1946年6月1日（不）    | 石川県   | 東京帝国大学                        | 日本銀行理事                                                                             |
| 18 |                                       | 一万田尚登         | 1946年6月1日 - 1951年5月31日（満）    | 大分県   | 東京帝国大学                        | 日本銀行最長在職。「法王」と呼ばれる。                                                   |
| 18 | 1951年6月1日 - 1954年12月10日（願）   | 一万田尚登         |                                       | 大分県   | 東京帝国大学                        | 日本銀行最長在職。「法王」と呼ばれる。                                                   |
| 19 |                                       | 新木榮吉 (2期目)   | 1954年12月11日 - 1956年11月30日（願） | 石川県   | 前掲                                | 東京電力会長、駐米大使                                                                   |
| 20 |                                       | 山際正道           | 1956年11月30日 - 1961年11月29日（満） | 東京都   | 東京帝国大学                        | 大蔵事務次官、日本輸出入銀行総裁                                                         |
| 20 | 1961年11月30日 - 1964年12月17日（願） | 山際正道           |                                       | 東京都   | 東京帝国大学                        | 大蔵事務次官、日本輸出入銀行総裁                                                         |
| 21 |                                       | 宇佐美洵           | 1964年12月17日 - 1969年12月16日（満） | 山形県   | 慶應義塾大学                        | 三菱銀行頭取                                                                             |
| 22 |                                       | 佐々木直           | 1969年12月17日 - 1974年12月16日（満） | 山口県   | 東京帝国大学                        | 日本銀行副総裁                                                                           |
| 23 |                                       | 森永貞一郎         | 1974年12月17日 - 1979年12月16日（満） | 宮崎県   | 東京帝国大学                        | 大蔵事務次官、東京証券取引所理事長                                                       |
| 24 |                                       | 前川春雄           | 1979年12月17日 - 1984年12月16日（満） | 東京都   | 東京帝国大学                        | 日本銀行副総裁                                                                           |
| 25 |                                       | 澄田智             | 1984年12月17日 - 1989年12月16日（満） | 群馬県   | 東京帝国大学                        | 大蔵事務次官、日本輸出入銀行総裁、日本銀行副総裁                                         |
| 26 |                                       | 三重野康           | 1989年12月17日 - 1994年12月16日（満） | 大分県   | 東京帝国大学                        | 日本銀行副総裁                                                                           |
| 27 |                                       | 松下康雄           | 1994年12月17日 - 1998年3月20日（願）  | 兵庫県   | 東京大学                            | 大蔵事務次官、太陽神戸銀行頭取、さくら銀行会長                                           |
| 28 |                                       | 速水優             | 1998年3月20日 - 2003年3月19日（満）   | 兵庫県   | 東京商科大学                        | 日本銀行理事、日商岩井会長、経済同友会代表幹事                                           |
| 29 |                                       | 福井俊彦           | 2003年3月20日 - 2008年3月19日（満）   | 大阪府   | 東京大学                            | 日本銀行副総裁、富士通総研理事長、経済同友会副代表幹事                                   |
| -  |                                       | 白川方明           | (2008年3月20日 - 2008年4月9日)        | 福岡県   | 東京大学                            | 日本銀行理事、京都大学教授 （2008年4月9日まで副総裁（総裁代行）、同日から総裁に昇格）    |
| 30 | 2008年4月9日 - 2013年3月19日（願）    | 白川方明           |                                       | 福岡県   | 東京大学                            | 日本銀行理事、京都大学教授 （2008年4月9日まで副総裁（総裁代行）、同日から総裁に昇格）    |
| 31 |                                       | 黒田東彦           | 2013年3月20日 - 2013年4月8日（満）    | 福岡県   | 東京大学                            | 財務官、一橋大学教授、アジア開発銀行総裁                                                 |
| 31 | 2013年4月9日 - 2018年4月8日（満）     | 黒田東彦           |                                       | 福岡県   | 東京大学                            | 財務官、一橋大学教授、アジア開発銀行総裁                                                 |
| 31 | 2018年4月9日 - 2023年4月8日（満）     | 黒田東彦           |                                       | 福岡県   | 東京大学                            | 財務官、一橋大学教授、アジア開発銀行総裁                                                 |
| 32 |                                       | 植田和男           | 2023年4月9日 - 現在                   | 静岡県   | 東京大学                            | 共立女子大学教授、東京大学教授、日揮ホールディングス株式会社社外取締役、日本経済学会会長 |

速水以降は西暦年の末尾が3・8になる年が任期の基準になっている。

### 本支店

#### 本店

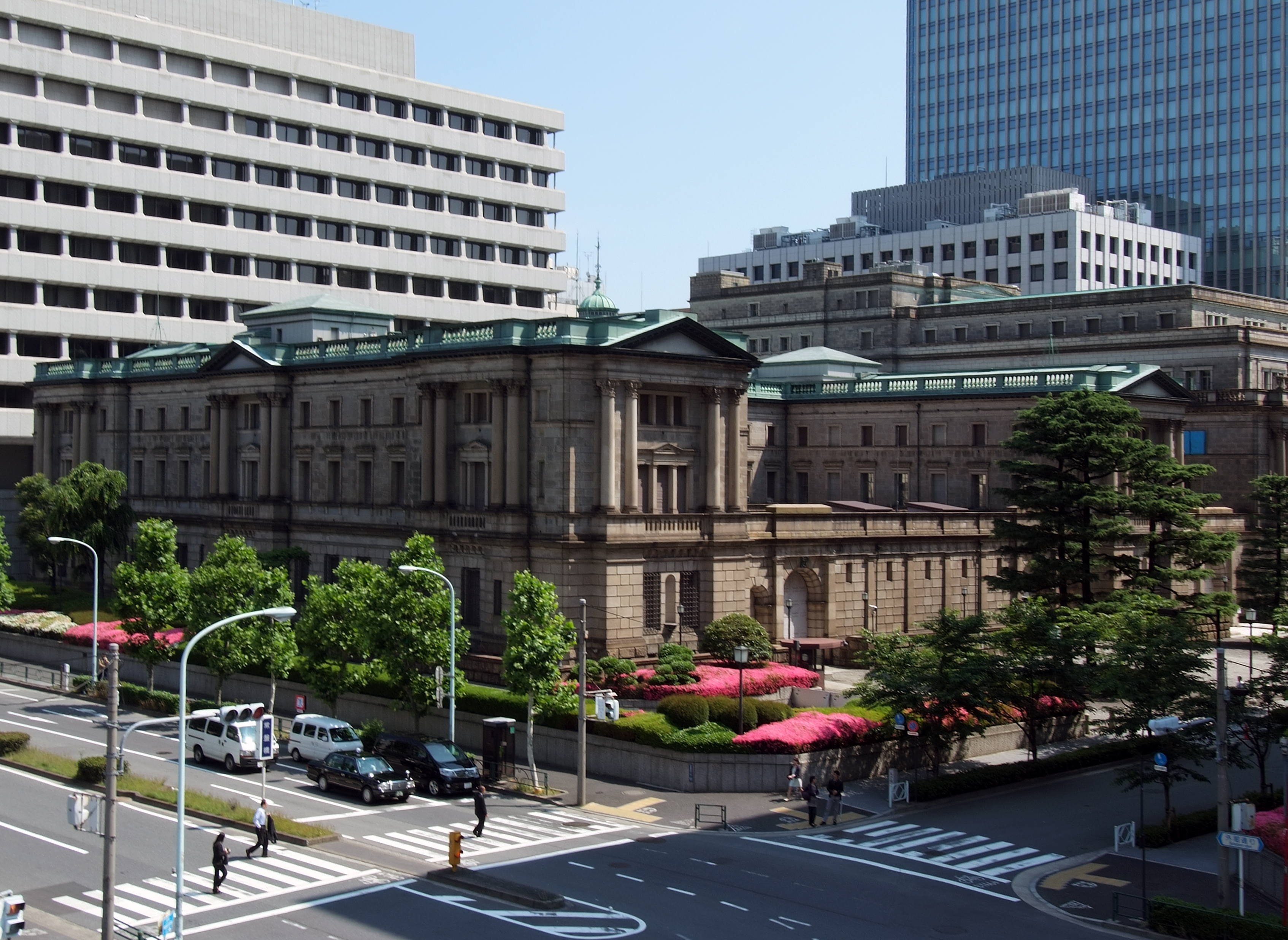
東京都中央区日本橋本石町にある日本銀行本店
1896年竣工、辰野金吾設計

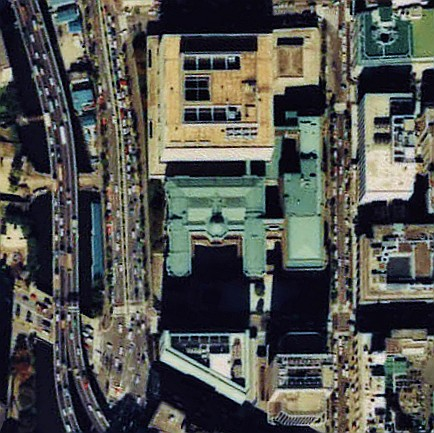
日本銀行本店の空撮

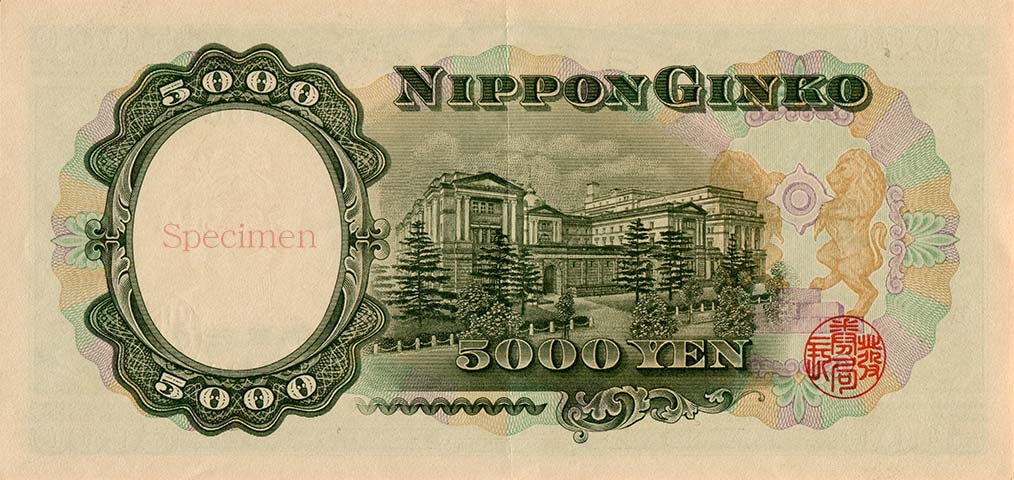
五千円紙幣C号券の裏面には日本銀行本店が描かれている

- 1店。内部組織として、15の局室研究所（2室12局1研究所）が置かれている。

本店本館は、建築家・辰野金吾の設計で、柱やドーム（丸屋根）などのバロック様式に、規則正しく並ぶ窓などのルネサンス建築様式を取り入れた「ネオバロック建築」で、ベルギー中央銀行を手本にしたとされている、明治時代の近代洋風建築を代表する建築作品である。1974年（昭和49年）に国の重要文化財に指定された。
建物を上空から見ると「円」に見えることで有名。建築当時「円」の正字は「圓」であるが、「圓」の略字（手書き文字）として「円」の字は昔から使われている。ただし建設当時に用いられていた略字体は「員」の部分を縦棒で置き換えたもので、下の横棒がかなり下方にあり、現在の「円」の字体とはあまり似ていない。

#### 支店

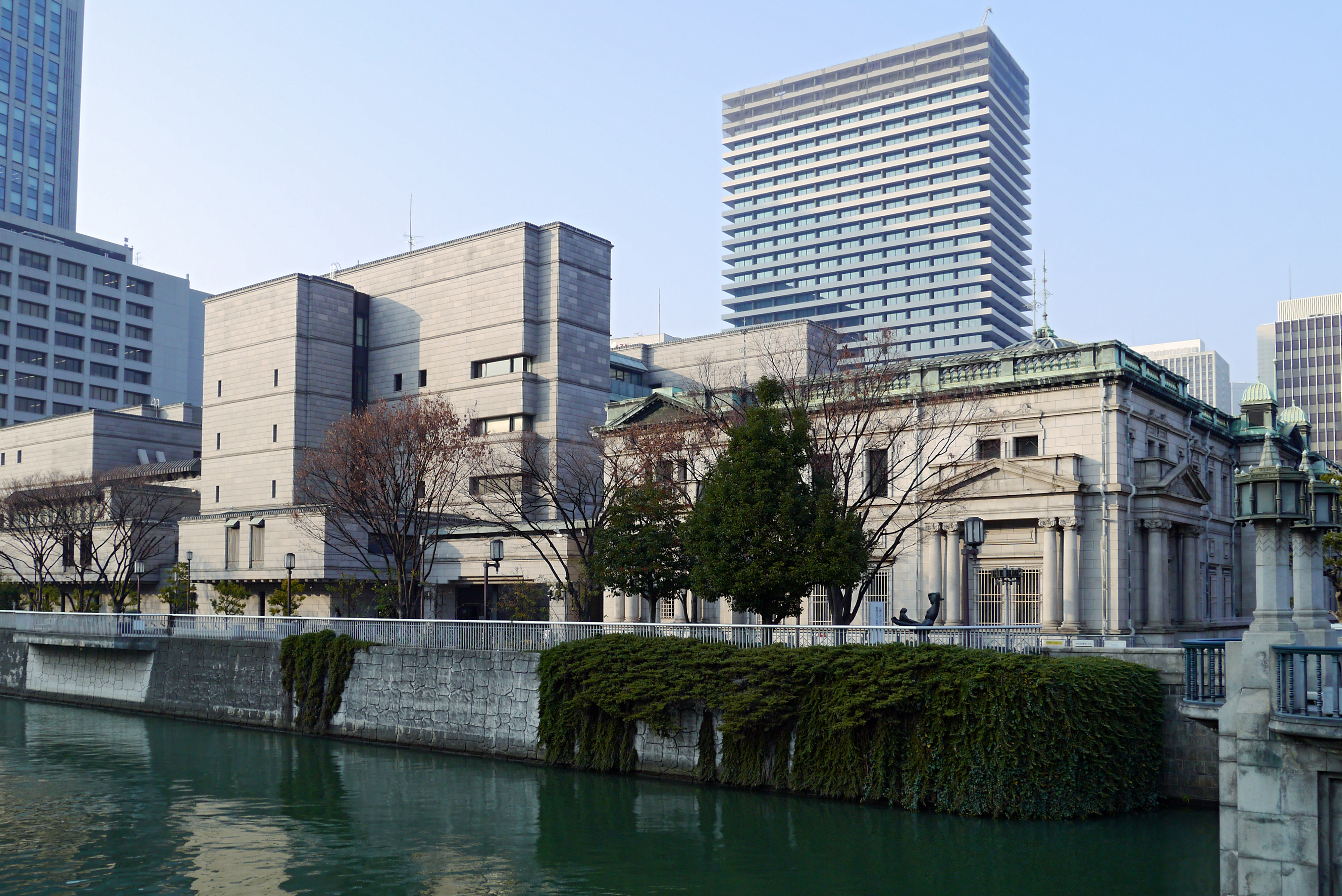
日本銀行大阪支店
旧館（右）と新館（左）

日本全国に32店の支店を有する。支店長役宅も建てられ、福島と新潟の2カ所が現存している。
- 大阪支店は大阪府大阪市北区中之島（大阪市役所本庁舎向かい、御堂筋沿い）にあり、支店開設日は1882年（明治15年）12月15日。旧館（設計、辰野金吾）は1903年建設、新館は1980年竣工。敷地は五代友厚の自邸跡。当時は数寄を凝らした庭園があったが、土居通夫が五代の娘婿から購入して日銀に売却し巨額の利益を得た[58]。

#### 国内事務所
国内事務所14か所（うち本支店所属の国内事務所12か所）を有する。
本支店所属の国内事務所
1. 水戸（常陽銀行本店別館内）
2. 帯広（JR帯広駅北口ビル内）
3. 旭川（旭川北洋ビル内）
4. 盛岡（岩手銀行本店内）
5. 山形（山形銀行本店内）
6. 富山（北陸銀行本店内）
7. 福井（福井銀行本店内）
8. 長野（八十二銀行本店内）
9. 鳥取（山陰合同銀行鳥取営業本部ビル内）
10. 徳島（阿波銀行本店内）
11. 佐賀（佐賀銀行本店内）
12. 宮崎（宮崎銀行本店内）

分館
- 府中分館：電算センター（東京都府中市、府中インテリジェントパーク）
- 戸田分館：発券センター（埼玉県戸田市美女木東）

#### 歴史的建築物
支店や支店長役宅など価値の高い一部の建物は自治体などが取得し、文化施設として利用している。
- 日本銀行本店
- 日本銀行大阪支店
- 日本銀行旧小樽支店金融資料館
- 旧日本銀行京都支店（京都文化博物館別館）
- ルネスホール（旧日本銀行岡山支店）
- 旧日本銀行広島支店
- カラコロ工房（旧日本銀行松江支店）
- 秋田市立赤れんが郷土館（旧秋田銀行本店）
- 砂丘館（旧日本銀行新潟支店長役宅）[57]
- 御倉邸（旧日本銀行福島支店長役宅）[59]

#### 海外事務所
- 海外事務所7か所を有する。

1. ニューヨーク（米州統括）
2. ワシントンD.C.
3. ロンドン（欧州統括）
4. パリ
5. フランクフルト
6. 香港
7. 北京

#### 本店及び支店の業務区域
「*」：事務所
| 業務統括       | 店名        | 位置                                   | 開設日                     | 管轄地域                               |
| -------------- | ----------- | -------------------------------------- | -------------------------- | -------------------------------------- |
| 札幌支店       | 釧路支店    | 北緯42度58分48.9秒 東経144度23分11.5秒 | 1952年（昭和27年）10月01日 | 道東3局（釧路・十勝・根室）            |
| 札幌支店       | *帯広事務所 | 北緯42度55分4.3秒 東経143度12分12.6秒  | 1946年（昭和21年）08月     | （十勝総合振興局）                     |
| 札幌支店       | 札幌支店    | 北緯43度3分39.4秒 東経141度20分53.8秒  | 1942年（昭和17年）01月06日 | 釧路・函館両支店管轄外の道内9局        |
| 札幌支店       | *旭川事務所 | 北緯43度46分6.8秒 東経142度21分46.8秒  | 1946年（昭和21年）08月01日 | （道北3局（上川・宗谷・オホーツク））  |
| 札幌支店       | 函館支店    | 北緯41度46分12.3秒 東経140度43分45秒   | 1893年（明治26年）04月01日 | 道南2局（渡島・檜山）                  |
| 仙台支店       | 青森支店    | 北緯40度49分21.5秒 東経140度44分46.3秒 | 1945年（昭和20年）05月     | 青森県                                 |
| 仙台支店       | 秋田支店    | 北緯39度43分5.8秒 東経140度6分58.2秒   | 1917年（大正6年）08月01日  | 秋田県                                 |
| 仙台支店       | 仙台支店    | 北緯38度15分38秒 東経140度52分15.7秒   | 1941年（昭和16年）10月10日 | 宮城県・岩手県・山形県                 |
| 仙台支店       | *盛岡事務所 | 北緯39度42分15.1秒 東経141度9分0.7秒   | 1945年（昭和20年）08月10日 | （岩手県）                             |
| 仙台支店       | *山形事務所 | 北緯38度15分14.9秒 東経140度20分24.6秒 | 1945年（昭和20年）08月     | （山形県）                             |
| 仙台支店       | 福島支店    | 北緯37度45分13.9秒 東経140度27分55.7秒 | 1899年（明治32年）07月15日 | 福島県                                 |
| 本店調査統計局 | 前橋支店    | 北緯36度23分28.8秒 東経139度3分58.9秒  | 1944年（昭和19年）12月11日 | 群馬県                                 |
| 本店調査統計局 | 本店        | 北緯35度41分11.5秒 東経139度46分17秒   | 1882年（明治15年）10月10日 | 東京都・埼玉県・千葉県・栃木県・茨城県 |
| 本店調査統計局 | *水戸事務所 | 北緯36度22分33.1秒 東経140度28分18秒   | 1945年（昭和20年）08月     | （茨城県）                             |
| 本店調査統計局 | 横浜支店    | 北緯35度26分45.1秒 東経139度38分27.9秒 | 1945年（昭和20年）08月     | 神奈川県                               |
| 本店調査統計局 | 新潟支店    | 北緯37度55分23.1秒 東経139度2分27.4秒  | 1914年（大正3年）07月01日  | 新潟県                                 |
| 本店調査統計局 | 甲府支店    | 北緯35度39分34.2秒 東経138度34分2.9秒  | 1945年（昭和20年）07月23日 | 山梨県                                 |
| 本店調査統計局 | 松本支店    | 北緯36度14分13.9秒 東経137度58分17.5秒 | 1914年（大正3年）07月01日  | 長野県                                 |
| 本店調査統計局 | *長野事務所 | 北緯36度38分38.2秒 東経138度10分59.7秒 | 1945年（昭和20年）07月     |                                        |
| 金沢支店       | 金沢支店    | 北緯36度33分47.4秒 東経136度39分11.5秒 | 1909年（明治42年）03月15日 | 石川県・富山県・福井県                 |
| 金沢支店       | *富山事務所 | 北緯36度41分20.7秒 東経137度13分3.5秒  | 1945年（昭和20年）08月01日 | （富山県）                             |
| 金沢支店       | *福井事務所 | 北緯36度3分47.3秒 東経136度13分1.8秒   | 1946年（昭和21年）02月15日 | （福井県）                             |
| 名古屋支店     | 静岡支店    | 北緯34度58分34.2秒 東経138度22分40.4秒 | 1943年（昭和18年）06月01日 | 静岡県                                 |
| 名古屋支店     | 名古屋支店  | 北緯35度10分20.5秒 東経136度53分51.1秒 | 1897年（明治30年）03月     | 愛知県・岐阜県・三重県                 |
| 大阪支店       | 京都支店    | 北緯35度0分45.6秒 東経135度46分9.9秒   | 1894年（明治27年）04月01日 | 京都府・滋賀県                         |
| 大阪支店       | 大阪支店    | 北緯34度41分37.5秒 東経135度29分58.8秒 | 1882年（明治15年）12月15日 | 大阪府・奈良県・和歌山県               |
| 大阪支店       | 神戸支店    | 北緯34度41分15.7秒 東経135度11分37.9秒 | 1927年（昭和2年）06月01日  | 兵庫県                                 |
| 広島支店       | 松江支店    | 北緯35度28分28.3秒 東経133度3分21.5秒  | 1918年（大正7年）03月      | 島根県・鳥取県                         |
| 広島支店       | *鳥取事務所 | 北緯35度29分48.7秒 東経134度13分42.9秒 | 1945年（昭和20年）10月15日 | （鳥取県）                             |
| 広島支店       | 岡山支店    | 北緯34度39分48.3秒 東経133度55分51.3秒 | 1922年（大正11年）04月01日 | 岡山県                                 |
| 広島支店       | 広島支店    | 北緯34度23分49.8秒 東経132度27分41.9秒 | 1905年（明治38年）09月     | 広島県                                 |
| 広島支店       | 下関支店    | 北緯33度57分11.3秒 東経130度56分7.4秒  | 1947年（昭和22年）12月01日 | 山口県                                 |
| 高松支店       | 高松支店    | 北緯34度20分52.8秒 東経134度2分53秒    | 1942年（昭和17年）02月02日 | 香川県・徳島県                         |
| 高松支店       | *徳島事務所 | 北緯34度4分23秒 東経134度32分48秒      | 1945年（昭和20年）04月     | （徳島県）                             |
| 高松支店       | 松山支店    | 北緯33度50分19秒 東経132度45分54.6秒   | 1932年（昭和7年）11月01日  | 愛媛県                                 |
| 高松支店       | 高知支店    | 北緯33度33分29.8秒 東経133度32分6.8秒  | 1943年（昭和18年）11月10日 | 高知県                                 |
| 福岡支店       | 北九州支店  | 北緯33度52分49.4秒 東経130度53分10.1秒 | 1893年（明治26年）10月01日 | 北九州市1政令市および京築地方2市5町    |
| 福岡支店       | 福岡支店    | 北緯33度35分35.8秒 東経130度24分1.4秒  | 1941年（昭和16年）12月01日 | 北九州支店管轄外の福岡県・佐賀県       |
| 福岡支店       | *佐賀事務所 | 北緯33度15分35.9秒 東経130度17分57.2秒 | 1946年（昭和21年）02月     | （佐賀県）                             |
| 福岡支店       | 大分支店    | 北緯33度14分19.3秒 東経131度37分4.4秒  | 1945年（昭和20年）07月     | 大分県                                 |
| 福岡支店       | 長崎支店    | 北緯32度45分9.8秒 東経129度52分52.4秒  | 1945年（昭和20年）04月02日 | 長崎県                                 |
| 福岡支店       | 熊本支店    | 北緯32度47分49.1秒 東経130度42分15秒   | 1917年（大正6年）08月      | 熊本県                                 |
| 福岡支店       | 鹿児島支店  | 北緯31度34分58.6秒 東経130度32分57.9秒 | 1943年（昭和18年）04月01日 | 鹿児島県・宮崎県                       |
| 福岡支店       | *宮崎事務所 | 北緯31度55分9.5秒 東経131度25分26.7秒  | 1946年（昭和21年）02月     | （宮崎県）                             |
| 福岡支店       | 那覇支店    | 北緯26度13分27.6秒 東経127度41分39.4秒 | 1972年（昭和47年）05月15日 | 沖縄県                                 |

## 日本銀行への批判

### 金融政策への批判
- 日銀批判の急先鋒として岩田規久男が挙げられる。日本の長く続いたデフレーションは日銀の金融政策の誤りに起因するとして、強く日銀を批判してきた。デフレ脱却を目指す安倍内閣により、日銀副総裁に就任した。詳細は岩田規久男の記事を参照。
- 黒田東彦は15年にわたる日本のデフレーションの「責務は日銀にある」と明言し、日本銀行を長く批判してきており[50]、日銀総裁としてこれまでにない大規模な量的金融緩和政策を実行している。詳細は黒田東彦の記事を参照。
- 原田泰や片岡剛士はリフレーション政策を支持しており、バブル崩壊以降の日本銀行のデフレーションを招いた金融政策を強く批判している。両者は日本銀行政策委員会の委員。文献は両者の記事を参照。
- 安倍首相の内閣官房参与を務めた浜田宏一は、「1998年に新日本銀行法が施行されて以降、日本経済は世界各国の中でほとんど最悪といっていいマクロ経済のパフォーマンスを続けてきた」としている。浜田は「日本銀行は、金融政策というこれらの課題に十分立ち向かうことのできる政策手段を持っている。日本銀行はそれを認めようとせず、使える薬を国民に与えないで、日本銀行が国民と産業界を苦しめていることを自覚していただきたい」と指摘した。浜田宏一、白川方明の記事を参照。
- アメリカ合衆国のベン・バーナンキFRB議長、イングランド銀行のマーク・カーニー総裁も日本の過去の量的金融緩和の不十分さを指摘している。量的金融緩和政策の項参照。また、ベン・バーナンキは1990年代の日本銀行の金融政策についても自ら機能麻痺に陥っていると批判し、リフレーション政策の必要性を示唆した[60]。
- ノーベル経済学賞受賞のポール・クルーグマンはデフレ脱却政策に関して「中央銀行の独立性への介入に関しては、もはやあれこれ躊躇すべきではない。日本のGDPデフレーターは、ここ13年間、下がりっ放しである。それなのに今、日銀が重い腰をあげないというなら、銃殺に処すべきである」と述べている[61]。

### 第2次安倍内閣の日本銀行法改正案
2012年12月、自由民主党の安倍晋三総裁(当時)が第2次安倍内閣で首相に再任し、日銀が2013年1月の金融政策決定会合で物価水準目標（インフレターゲット）の設定を見送れば、日銀法改正に踏み切るとの考えを表明した。これは、デフレ対策ができていないことを日銀法で規定された目的や独立性のせいであるとみなし、目的にインフレターゲットや雇用安定化を明記するとともに一定条件の下で日銀正副総裁や審議委員を国会の議決で解任できるようにするという法改正を示唆して、当時の白川方明総裁らに強力な圧力を与えたものである。

## 不祥事
- 1998年（平成10年）3月11日 - 日本興業銀行と三和銀行からの高額の接待の見返りに、金融動向に絡む日銀の機密情報を公表前に流したり、新しい資金取引への入札参加を認めたりするなどの便宜を図っていた疑いで、当時の営業局証券課長が逮捕された。この事件に伴い、松下康雄総裁と、当時その後継と目されていた福井俊彦副総裁（その後、富士通総研理事長を経て、2003年日銀総裁に就任）が責任を取って辞任し、日商岩井相談役の速水優が総裁に、時事通信社の藤原作弥と日銀理事の山口泰が副総裁に就任した。
- 2004年（平成16年）11月25日 - 前橋支店の職員数名が、上司等の管理者の離席の際に、同年11月1日に新しく発行された紙幣のうち、希少価値があるとされるいわゆるゾロ目の紙幣（4枚）を抜き出し、自分らの所有するゾロ目でない紙幣と無断で交換していたことが一般人からの通報に基づく内部調査により判明。当該職員らに最高で1週間の休職処分などの懲戒が科され、日本銀行も組織として謝罪した。
- 2004年（平成16年）12月16日 - 前橋支店での不祥事に続き、神戸支店でも同様の不祥事が発生していたことを発表。さらに前橋支店の不祥事の後、特別調査が行われたが、その際「行っていない」と虚偽の申告をしていた[63]。
- 2006年（平成18年）4月20日 - 日本銀行は職員2,150人を調査したところ、半数に航空機を利用した出張でごまかし精算があったことを発表した[要出典]。
- 2006年（平成18年）12月26日 - 日本銀行は国内の本支店、事務所に勤務する職員全員4,858人を調査したところ、約半数の2,368名に対し、合計約1億6800万円の残業代未払いがあったことを発表した[64]。
- 2008年（平成20年）3月22日 - 日本銀行松江支店における内部資料が「インターネットに流出している」という報告があり調査したところ、支店職員が無断で資料を持ち帰り、自宅の私物パソコンにて作業していたことが判明した[65]。Winny経由で流出したとみられる[66]。職員は停職1か月の懲戒処分を受けると同時に、退職を申し出て受理された[67]。

## 日本銀行が登場する作品
- 城山三郎『小説日本銀行』新潮社ポケット・ライブラリ、1963年
  - 文庫版：角川文庫、1971年／新潮文庫、1977年

## その他
- 日銀の公表文や会見は、難解かつ曖昧で独特の言葉遣いである上に、微細な言葉の違いに大きな判断の変更が含まれていることが多々あるため、それを解読しようとする市場関係者を悩ませ、俗に「日銀文学」と呼ばれている[68][69][70][71]。